# Plectranthus arabicus
Plectranthus arabicus là một loài thực vật có hoa trong họ Hoa môi. Loài này được E.A.Bruce miêu tả khoa học đầu tiên năm 1935.

## Hình ảnh

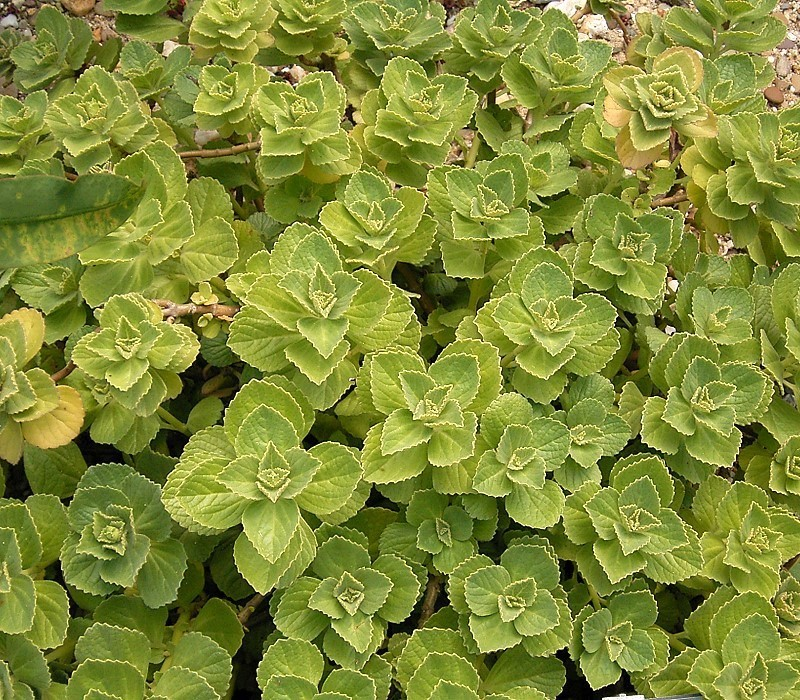
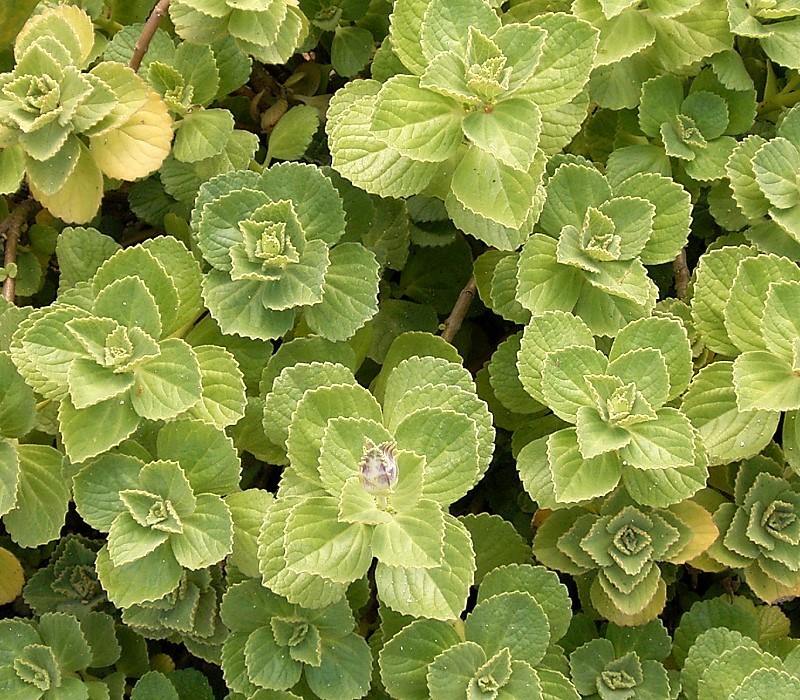
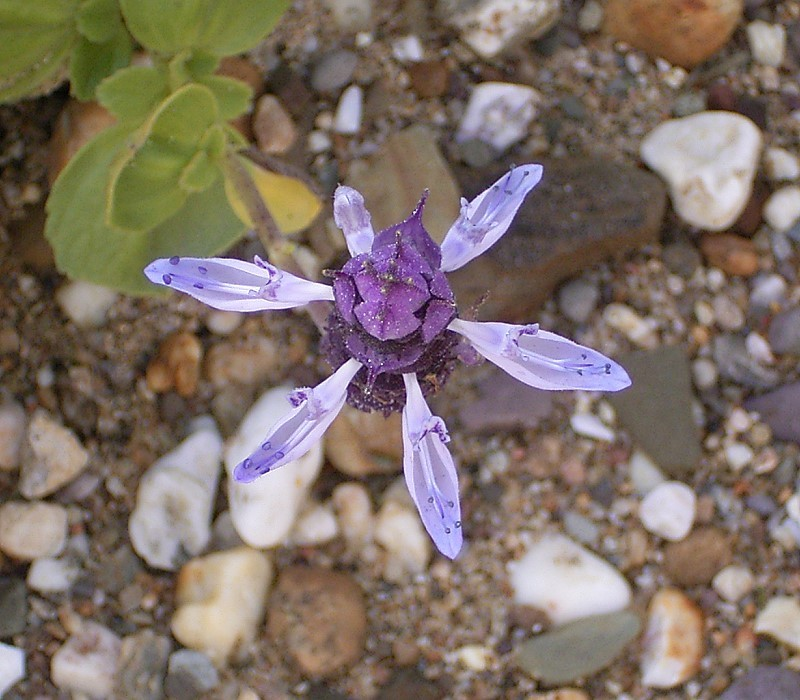
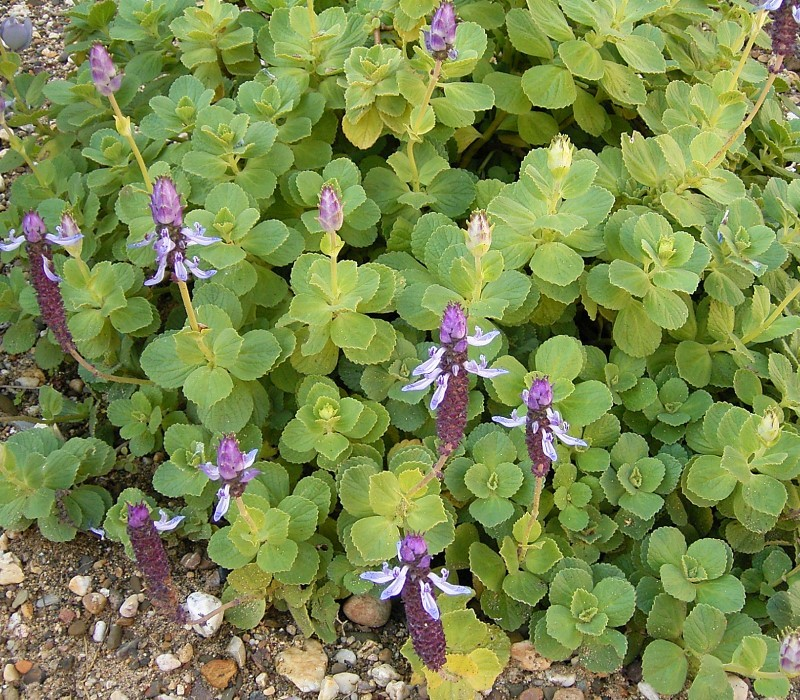